# 변행인
변행인(遍行因, 산스크리트어: sarvatraga-hetu, 티베트어: kun tu 'gro ba'i rgyu, 영어: cause of pervasive operation)은 다음의 분류, 그룹 또는 체계의 한 요소이다.
- 부파불교의 설일체유부의 6인(六因) · 5과(五果) · 4연(四緣)의 인과설에서의 능작인(能作因) · 구유인(俱有因) · 동류인(同類因) · 상응인(相應因) · 변행인(遍行因) · 이숙인(異熟因)의 6인 가운데 하나이다.

변행인(遍行因)의 한자어 문자 그대로의 뜻은 '두루[遍] 작용하는[行] 직접적인 원인[因]'으로, 느슨하게 정의하자면, 동류인(同類因)에서 그 세력인 강하여 다른 번뇌를 낳는 직접적인 원인이 되는 번뇌들을 따로 세운 것이다. 즉 이러한 성질의 특정한 근본번뇌들 즉 수면(隨眠)들을 따로 하나의 그룹으로 세운 것이다. 따라서 변행인은 동류인의 성격을 그대로 가지는데, 동류인은 결과와 유사한 법이면서 그 결과에 선행하는 직접적인 원인이거나 무간(無間)의 직접적인 원인이 된다는 성격을 가진다. 말하자면, 이런 성격을 가진다는 면에서는 변행인은 동류인에 따른 상황 가운데 '원인도 번뇌이고 결과도 번뇌인 상황'에서의 원인으로서 번뇌들만을 따로 하나의 그룹으로 삼은 것으로, 동류인의 일부 또는 특수한 경우라고 할 수 있다. 그러나 엄밀히 정의하자면, 동류인은 자지(自地) 내의 자부(自部)의 선 · 염오 · 무기의 법들에 대해서 순서대로 그 원인이 되는 선 · 염오 · 무기의 법을 말하는 반면, 변행인은 자지(自地) 내의 5부(五部)의 염오법들 즉 자지 내의 모든 염오법에 대해 원인이 되는 염오법만을 말한다. 따라서 변행인과 동류인은 서로 뚜렷이 구분되며 변행인이 동류인에 포함되는 관계도 아니다. 그렇기 때문에 동류인 외에 별도로 변행인을 세운 것이다.
변행인이 될 수 있는 근본번뇌들을 변행수면(遍行隨眠) 또는 변행혹(遍行惑)이라고 하며, 구역(舊譯)으로 변사(遍使)라고도 한다. 설일체유부의 교학에 따르면, 변행수면으로는 견고소단의 무명 · 유신견 · 변집견 · 사견 · 견취 · 계금취 · 의(疑)의 7가지와 견집소단의 무명 · 사견 · 견취 · 의(疑)의 4가지를 합한 총 11가지의 수면 즉 근본번뇌가 있다. 통상적으로 이들을 7견(七見) · 2의(二疑) · 2무명(二無明)이라 한다. 또한 11변사(十一遍使) 또는 11변행혹(十一遍行惑)이라고도 한다.
변행수면 또는 변행혹에 이들 11가지가 있다는 것은 4성제 가운데 고제와 집제에 미혹한 무명과 그릇된 견해 그리고 의심은 모든 번뇌를 낳는 직접적인 원인이 되는 번뇌들이라는 것을 의미한다. 즉 괴로운 현실을 괴로운 현실인지 모르거나 혹은 괴로운 현실이 아니라고 부정하거나 혹은 괴로운 현실인지 아닌지 의심하고 있는 상태와 그래서 괴로운 현실을 낳는 원인인 갈애 · 집착 · 미워함 · 성냄 · 어리석음 · 분노 · 오만 · 아첨 · 괴롭힘 · 해침 등의 온갖 번뇌에 대해 그것이 괴로운 현실을 낳는 원인인지 모르거나 혹은 괴로운 현실을 낳는 원인이 아니라고 부정하거나 혹은 괴로운 현실을 낳는 원인인지 아닌지에 대해 의심하고 있는 상태는 모든 번뇌 즉 모든 근본번뇌와 수번뇌를 낳는 직접적인 원인이 된다는 것이다.

## 용어
변행인(遍行因)의 한자어 문자 그대로의 뜻은 '두루[遍] 작용하는[行] 직접적인 원인[因]'으로, 변행은 산스크리트어 사르바트라가(sarvatraga)의 번역어인데, 사르바트라가(sarvatraga)는 '전편만의(all-pervading), 편재하는(omnipresent), 보편적인(universal), 어디든지 가는(going everywhere)'의 뜻을 가진다.
한자어 인(因)은 산스크리트어 헤투(hetu)의 번역어로, 헤투(hetu)는 '발동근거(impulse), 동기(motive), 원인(cause), 이유(reason)'를 뜻하는데, 일반적으로 불교에서는 인(因)이 직접적인 원인을 뜻하고 연(緣)이 간접적인 원인을 뜻한다고 말한다. 하지만 직접적인 원인으로서의 인이든 간접적인 원인으로서의 연이든 결과에 대해 원인이라는 점에서는 동일하며, 4연과 6인은 원인을 다른 관점에서 분별한 것일 뿐이다. 설일체유부의 6인(六因) · 5과(五果) · 4연(四緣)의 인과설에서, 6인은 인연(因緣) · 등무간연(等無間緣) · 소연연(所緣緣) · 증상연(增上緣)의 4연 가운데 첫 번째의 인연을 구유인 · 상응인 · 동류인 · 변행인 · 이숙인의 5가지로 나눈 것이고, 4연은 능작인 · 구유인 · 상응인 · 동류인 · 변행인 · 이숙인의 6인 가운데 첫 번째의 능작인을 증상연 · 등무간연 · 소연연의 3가지로 나눈 것이다. 즉, 6인과 4연은 본질상 같은 것이며, 따라서 6인(六因)의 인(因)과  4연(四緣)의 연(緣)은 서로 같은 말이다.

## 정의

### 변행수면·비변행수면
변행수면(遍行隨眠) · 변행혹(遍行惑) 또는 변사(遍使)는 대체적으로는, 그 세력인 강하여 다른 번뇌를 낳는 직접적인 원인이 되는 번뇌로 정의된다.
예를 들어, 욕계에 윤회하고 있는 이가 고 즉 괴로운 현실에 대해 낙이라는 전도된 견해를 가진 경우, 그 견해에 따라 욕계에서 온갖 집착과 삿된 행위를 두루 추구하고 행하면서 그것이 현재에 즐거운 일이라고 느끼고 생각하며 또한 미래에 괴로운 과보를 불러일으키거나 하는 일은 없을 것이라고 생각할 것이며 따라서 집착과 삿된 행위의 추구를 점점 강화해 갈 것이다. 이 예에서 괴로운 현실에 대해 낙이라는 전도된 견해를 가진 것이 견고소단(見苦所斷)의 번뇌이다. 즉, 고라는 진짜 현실[苦]에 대해 바르게 보게[見] 될 때[所] 끊어지는[斷] 번뇌이다. 집착과 삿된 행위가 미래에 괴로운 과보를 불러일으키거나 하는 일은 없을 것이라고 생각하는 것이 견집소단(見集所斷)의 번뇌이다. 즉, 고의 현실의 진짜 원인[集]에 대해 바르게 보게[見] 될 때[所] 끊어지는[斷] 번뇌이다. 그리고 이러한 번뇌가 지속되고 강화될 때 그가 욕계를 벗어나 상대적으로 참된 즐거운 세계인 색계와 무색계, 나아가 진정 참된 즐거움인 열반에 이르게 되는 것과는 점점 더 멀어지게 될 것이다. 이와 같이 견고소단의 번뇌와 견집소단의 번뇌가 다른 번뇌를 일으키고 그 결과 열반으로부터 더 멀어지게 함에 있어 직접적인 역할을 하므로 이들을 특히 한 그륩으로 묶어 다루는 것이 유의미하다고 보아 이들을 묶어 '변행수면'이라 부르게 된 것이다.  변행수면은 성냄,  탐욕, 정의적인 무지와 같은 정의적인 번뇌가 아니라 지성적 무지, 전도된 앎, 전도된 견해와 같은 이지적인 번뇌라는 특징이 있다. 말하자면, '탐욕'보다는 '탐욕에 대한 잘못된 견해'가, '분노'보다는 '분노에 대한 잘못된 견해'가, '무지'보다는 '무지에 대한 잘못된 견해'가 더 광범위하고 강력하게 다른 번뇌를 일으킨다는 것이다. 즉, 변행수면은 이지적인 무지를 극복하는 것, 달리 말해, 고집멸도의 4성제에 대한 지성적인 앎을 갖추는 것이 수행상의 중요한 부분 중의 하나라를 것을 일깨우는 개념이라 할 수 있다.    
보다 엄밀히 정의하자면, 변행수면은 자계(自界) · 자지(自地)의 견고소단 · 견집소단 · 견멸소단 · 견도소단 · 수도소단의 5부(五部)의 법을 소연으로 하여 그 법들을 오염시키는 작용을 하는 수면 즉 근본번뇌를 말한다. 그리고 비변행수면(非遍行隨眠) · 비변행혹(非遍行惑)  또는 비변사(非遍使)는 오로지 자과(自果) · 자부(自部)의 법만을 소연으로 하여 그 법들을 오염시키는 작용을 하는 수면 즉 근본번뇌를 말한다.
《아비달마구사론》 제19권에 따르면 변행수면 · 변행혹 또는 변사는 아래 목록에 나타난 3가지 조건을 갖춘 수면 즉 근본번뇌를 말하며, 이 조건들을 만족시키는 것으로는 견고소단의 무명 · 유신견 · 변집견 · 사견 · 견취 · 계금취 · 의(疑)의 7가지와 견집소단의 무명 · 사견 · 견취 · 의(疑)의 4가지를 합한 총 11가지의 수면이 있다. 통상적으로 이들을 7견(七見) · 2의(二疑) · 2무명(二無明)이라 하며, 또한 전자의 견고소단의 7가지 수면을 견고소단의 변행수면(見苦所斷遍行隨眠)이라 하고, 후자의 견집소단의 4가지 수면을 견집소단의 변행수면(見集所斷遍行隨眠)이라 한다. 아래 목록의 3가지 조건을 변행의(遍行義) 즉 변행의 뜻 또는 의미라고 하며, 변행의를 만족시키는 법을 변행법(遍行法)이라고 한다. 변행법은 변행의를 만족시키는 염오법, 즉 변행의를 만족시키는 근본번뇌(수면)와 그 상응법(相應法)을 말하며, 따라서 변행수면은 변행법의 일부이다.
1. 변연(遍緣): 자계(自界) 내의 자지(自地)의 5부(五部)의 모든 법들, 즉 자지의 모든 염오법을 두루 반연한다. 
자계(自界)는 해당 법(즉, 여기서는 수면 즉 근본번뇌)이 존재하고 있는 계(界) 즉 욕계 · 색계 · 무색계의 3계 가운데 어느 하나를 말한다. 
자지(自地)는 해당 법(즉, 여기서는 수면 즉 근본번뇌)이 존재하고 있는 지(地) 즉 9지 가운데 어느 하나를 말한다. 
5부(五部)는 견고소단 · 견집소단 · 견멸소단 · 견도소단 · 수도소단을 말한다. 
자부(自部)는 5부 가운데  해당 법(즉, 여기서는 수면 즉 근본번뇌)이 갖추고 있는 부(部)를 말한다. 모든 번뇌는 최소 2가지 부(部)를 갖추고 있다 (참고: 아래의 98수면 표). 
타부(他部)는 5부 가운데  해당 법(즉, 여기서는 수면 즉 근본번뇌)이 갖추고 있지 않은 부(部)를 말한다.
2. 변수증(遍隨增): 5부의 염오법들을 반연하여 그것들을 강화[隨增]시킨다.
3. 변수인(遍隨因): 이와 같은 작용을 통해 두루 5부의 염오법을 낳는다[生]. 즉 5부의 근본번뇌들과 이들에서 파생된 수번뇌들이 현행하게 한다.

설일체유부에서 설정한 근본번뇌의 총 개수인 98수면은 다음과 같다. 3계 각각에 변행수면, 즉 7견(七見) · 2의(二疑) · 2무명(二無明)이 있다. 즉, 견고소단의 무명 · 유신견 · 변집견 · 사견 · 견취 · 계금취 · 의(疑)의 7가지와 견집소단의 무명 · 사견 · 견취 · 의(疑)의 4가지가 있다.
|                                      | 3계 5부  | 욕계                                                                   | 색계                                                             | 무색계                                                           |        |
| ------------------------------------ | -------- | ---------------------------------------------------------------------- | ---------------------------------------------------------------- | ---------------------------------------------------------------- | ------ |
| 견소단·견혹· 분별기·미리혹 (88)      | 견고소단 | 탐 · 진 · 만 · 무명 · 유신견 · 변집견 · 사견 · 견취 · 계금취 · 의 (10) | 탐 · 만 · 무명 · 유신견 · 변집견 · 사견 · 견취 · 계금취 · 의 (9) | 탐 · 만 · 무명 · 유신견 · 변집견 · 사견 · 견취 · 계금취 · 의 (9) | 28가지 |
| 견소단·견혹· 분별기·미리혹 (88)      | 견집소단 | 탐 · 진 · 만 · 무명 · 사견 · 견취 · 의 (7)                             | 탐 · 만 · 무명 · 사견 · 견취 · 의 (6)                            | 탐 · 만 · 무명 · 사견 · 견취 · 의 (6)                            | 19가지 |
| 견소단·견혹· 분별기·미리혹 (88)      | 견멸소단 | 탐 · 진 · 만 · 무명 · 사견 · 견취 · 의 (7)                             | 탐 · 만 · 무명 · 사견 · 견취 · 의 (6)                            | 탐 · 만 · 무명 · 사견 · 견취 · 의 (6)                            | 19가지 |
| 견소단·견혹· 분별기·미리혹 (88)      | 견도소단 | 탐 · 진 · 만 · 무명 · 사견 · 견취 · 계금취 · 의 (8)                    | 탐 · 만 · 무명 · 사견 · 견취 · 계금취 · 의 (7)                   | 탐 · 만 · 무명 · 사견 · 견취 · 계금취 · 의 (7)                   | 22가지 |
| 수소단·수혹·사혹· 구생기·미사혹 (10) | 수도소단 | 탐 · 진 · 만 · 무명 (4)                                                | 탐 · 만 · 무명 (3)                                               | 탐 · 만 · 무명 (3)                                               | 10가지 |
|                                      |          | 36가지                                                                 | 31가지                                                           | 31가지                                                           | 98가지 |

### 변행인
《아비달마구사론》에서는 변행인에 대해 다음과 같이 정의 및 설명하고 있다.
 第五遍行因相云何。頌曰。

　　遍行謂前遍　　為同地染因

論曰。遍行因者。謂前已生遍行諸法。與後同地染污諸法為遍行因。遍行諸法。隨眠品中遍行義處當廣分別。此與染法為通因故。同類因外更別建立。亦為餘部染法因故。由此勢力餘部煩惱及彼眷屬亦生長故。
 
다섯 번째로 변행인(遍行因)의 상은 어떠한가?

게송으로 말하겠다.

　　변행인이란 이전에 생겨난 변행의 법이

　　같은 지(地)의 염오법의 원인이 되는 것이다.

논하여 말하겠다. 변행인이란, 이를테면 이전에 이미 생겨난 변행의 제법은 그 후 같은 지(地)의 온갖 염오의 제법에 대해 두루 작용하는 인[遍行因]이 되는 것을 말한다. 그리고 변행의 제법에 대해서는 「수면품(隨眠品)」(본론 권제19) 중의 변행의 뜻을 밝히는 곳에서 마땅히 널리 분별하리라.

이것은 염오법에 대해 공통의 원인[通因]이 되기 때문에 동류인(同類因) 밖에 별도로 건립한 것이다. 또한 역시 다른 부[他部]의 염오법에도 [두루 작용하는] 원인이 되기 때문에 이러한 세력으로 말미암아 다른 부의 염오법과 그 권속도 생장하게 되는 것이다.
 — 《아비달마구사론》 제6권. 한문본 & 한글본
위의 인용문에 나타난 바와 같이 변행인은 이미 생겨난 변행법(遍行法), 즉 변행의(遍行義)를 만족시키는 과거 · 현재의 법, 즉 과거 · 현재의 변행수면과 그 상응법(相應法)으로서 현재 · 미래의 자지(自地)의 자부(自部) · 타부(他部)의 온갖 염오법에 대해 원인이 되는 것을 말한다. 여기서 상응법(相應法)이란 해당 법(여기서는 변행수면)과 상응하여 구기(俱起)하는 마음과 대지법 · 수번뇌 등의 마음작용과 생 · 주 · 이 · 멸의 4상(四相)을 말하며, 통상적으로 상응법이라고 할 때에는 득(得)이 포함되는데, 이 경우에는 득이 제외된다. 득은 반드시 원인과 동류의 결과[一果]를 내는 것은 아니기 때문이다.
《아비달마구사론》에 나타난 설명과 거의 동일한 의미에서 《아비달마발지론》 제1권에서는 변행인이란 다음의 6가지 경우에서의 변행수면을 통칭하는 것이라고 말하고 있다. 이와 관련된 내용으로, 《아비달마구사론》에서는 변행법은 11가지의 변행수면뿐만 아니라 그 수행법(隨行法) 즉 상응법도 포함한다고 명시적으로 말하고 있다.
- 전생(前生)의 견고소단의 변행수면이 후생(後生)의 자계(自界)의 견집소단 · 견멸소단 · 견도소단 · 수도소단의 수면과 그 상응법에 대해 두루 작용하는 원인[遍行因]이 되는 것
- 과거의 견고소단의 변행수면이 미래와 현재의 자계(自界)의 견집소단 · 견멸소단 · 견도소단 · 수도소단의 수면과 그 상응법에 대해 두루 작용하는 원인[遍行因]이 되는 것
- 현재의 견고소단의 변행수면이 미래의 자계(自界)의 견집소단 · 견멸소단 · 견도소단 · 수도소단의 수면과 그 상응법에 대해 두루 작용하는 원인[遍行因]이 되는 것
- 전생(前生)의 견집소단의 변행수면이 후생(後生)의 자계(自界)의 견고소단 · 견멸소단 · 견도소단 · 수도소단의 수면과 그 상응법에 대해 두루 작용하는 원인[遍行因]이 되는 것
- 과거의 견집소단의 변행수면이 미래와 현재의 자계(自界)의 견고소단 · 견멸소단 · 견도소단 · 수도소단의 수면과 그 상응법에 대해 두루 작용하는 원인[遍行因]이 되는 것
- 현재의 견집소단의 변행수면이 미래의 자계(自界)의 견고소단 · 견멸소단 · 견도소단 · 수도소단의 수면과 그 상응법에 대해 두루 작용하는 원인[遍行因]이 되는 것

## 변행인과 변행수면
모든 변행수면이 다 변행인인 것은 아닌데, 이것은 다음과 같은 4구분별(四句分別)을 통해 명확히 알 수 있다.
- 제1구 (변행수면이면서 변행인이 아닌 것): 미래의 변행수면
- 제2구 (변행인이면서 변행수면이 아닌 것): 과거 · 현재의 변행수면과 구유(俱有)하는 법, 즉 상응법
- 제3구 (변행수면이면서 변행인인 것): 과거 · 현재의 변행수면
- 제4구 (변행수면도 변행인도 아닌 것): 제1구 · 제2구 · 제3구에서 언급한 법들을 제외한 그 밖의 법

## 참고 문헌
- 고려대장경연구소. 《고려대장경 전자 불교용어사전》. 고려대장경 지식베이스 / (사)장경도량 고려대장경연구소. |title=에 외부 링크가 있음 (도움말)
- 권오민 (2003). 《아비달마불교》. 민족사.
- 곽철환 (2003). 《시공 불교사전》. 시공사 / 네이버 지식백과. |title=에 외부 링크가 있음 (도움말)
- 세친 지음, 현장 한역, 권오민 번역 (K.955, T.1558). 《아비달마구사론》. 한글대장경 검색시스템 - 전자불전연구소 / 동국역경원. K.955(27-453), T.1558(29-1). |title=에 외부 링크가 있음 (도움말)
- 운허.  동국역경원 편집, 편집. 《불교 사전》. |title=에 외부 링크가 있음 (도움말)
- (영어) Sanskrit and Tamil Dictionaries. 《Cologne Digital Sanskrit Dictionaries》. Institute of Indology and Tamil Studies, Cologne University (www.sanskrit-lexicon.uni-koeln.de). |title=, |출판사=에 외부 링크가 있음 (도움말)
- (중국어) 가다연니자 조, 현장 한역 (T.1544). 《아비달마발지론(阿毘達磨發智論)》. 대정신수대장경. T26, No. 1544, CBETA. |title=에 외부 링크가 있음 (도움말)
- (중국어) 佛門網. 《佛學辭典(불학사전)》. |title=에 외부 링크가 있음 (도움말)
- (중국어) 星雲. 《佛光大辭典(불광대사전)》 3판. |title=에 외부 링크가 있음 (도움말)
- (중국어) 세친 조, 현장 한역 (T.1558). 《아비달마구사론(阿毘達磨俱舍論)》. 대정신수대장경. T29, No. 1558, CBETA. |title=에 외부 링크가 있음 (도움말)